# Ostrov u Stříbra
Ostrov u Stříbra (do roku 1950 jen Ostrov) je malá vesnice, část obce Kostelec v okrese Tachov v Plzeňském kraji. Nachází se tři kilometry severovýchodně od Kostelce. Ostrov u Stříbra je také název katastrálního území o rozloze 5,97 km².

## Historie
První písemná zmínka o vesnici pochází z roku 1115.

## Obyvatelstvo
| Rok            | 1869 | 1880 | 1890 | 1900 | 1910 | 1921 | 1930 | 1950 | 1961 | 1970 | 1980 | 1991 | 2001 | 2011 | 2021 |
| -------------- | ---- | ---- | ---- | ---- | ---- | ---- | ---- | ---- | ---- | ---- | ---- | ---- | ---- | ---- | ---- |
| Počet obyvatel | 223  | 228  | 242  | 226  | 217  | 227  | 206  | 65   | 104  | 109  | 86   | 84   | 91   | 59   | 120  |
| Počet domů     | 28   | 31   | 33   | 38   | 37   | 37   | 38   | 20   | 50   | 28   | 24   | 27   | 30   | 34   | 44   |

## Obecní správa
Při sčítání lidu v letech 1850–1976 byl Ostrov u Stříbra samostatnou obcí v okrese Stříbro, od roku 1960 v okrese Tachov. Od 30. dubna 1976 do 31. prosince 1979 byl částí obce Kostelec v okrese Tachov. Od 1. ledna 1980 do 31. prosince 1988 byl částí města Kladruby v okrese Tachov. Od 1. ledna 1989 je opět částí obce Kostelec v okrese Tachov. V letech 1950–1976 k obci patřil Popov a v letech 1961–1976 také Vrhaveč.

## Pamětihodnosti
- Barokní kaple svatého Václava a svatého Vojtěcha, z druhé čtvrtiny 18. století, od Jana Blažeje Santiniho [9][10]
- Mohylník v lese 0,7 kilometru jihozápadně od vsi

## Další fotografie

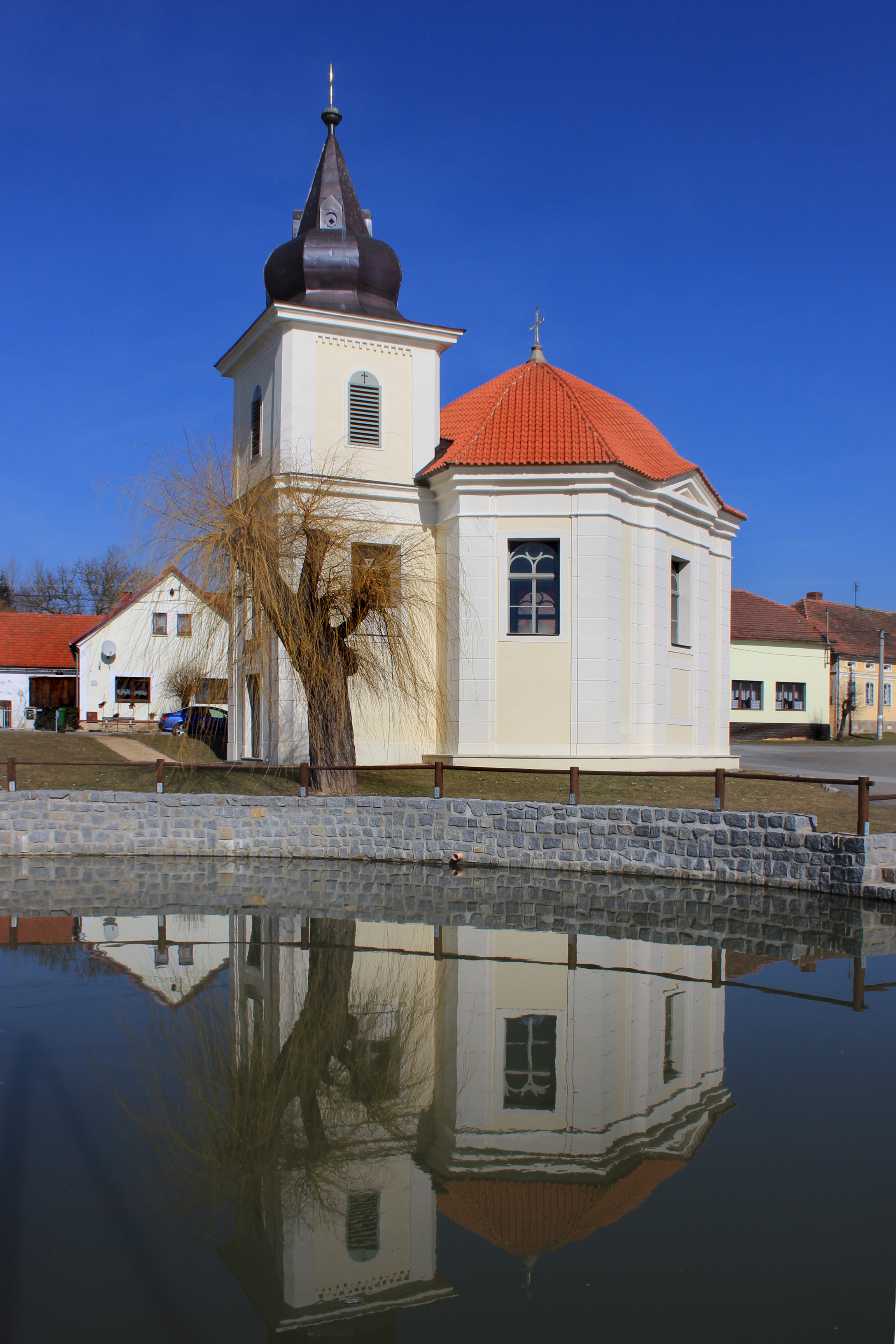
Kaple svatého Václava a svatého Vojtěcha
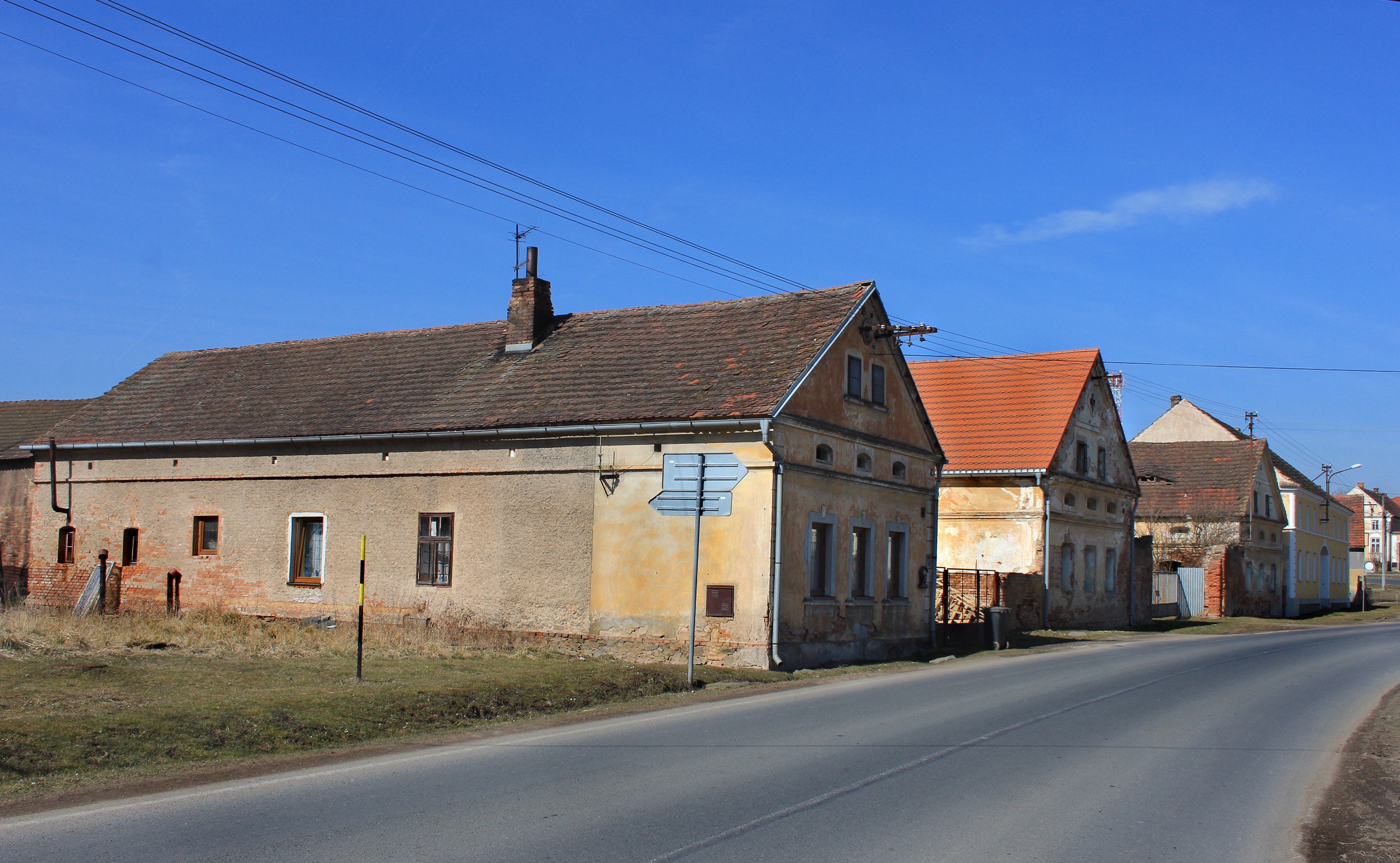
Jižní část vesnice
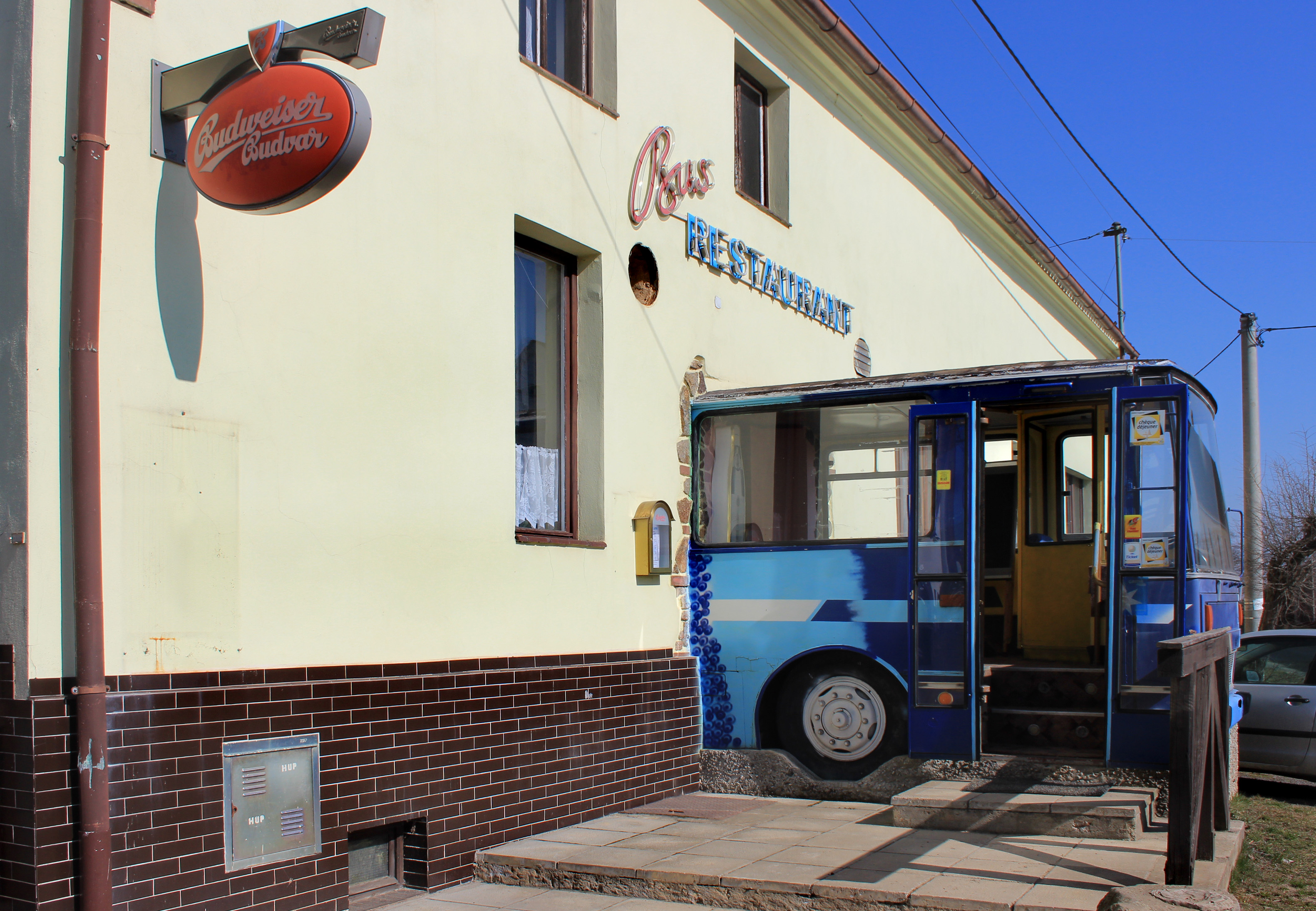
Autobusová restaurace
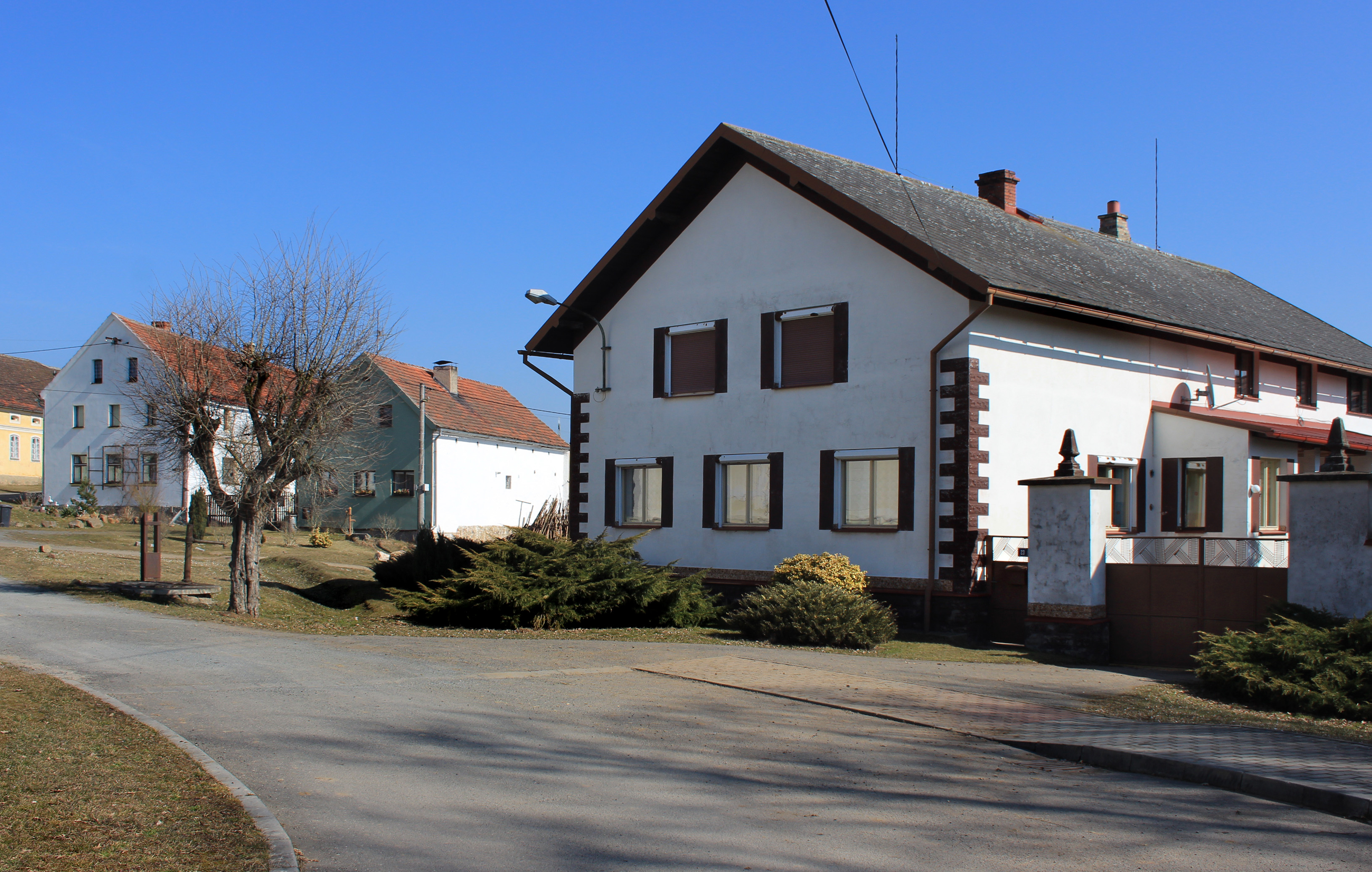
Východní část návsi